# Émilienne Rotureau Gilabert
Émilienne Rotureau Gilabert és catedràtica d'universitat, ha passat la major part de la seva carrera fent classes de literatura (catalana i castellana) i de traducció al francès de textos clàssics i contemporanis catalans i castellans (prosa, poesia, teatre), dirigint tesines sobre la literatura, l'art i la civilització catalanes i organitzant intercanvis Erasmus Lió-Barcelona i Tarragona.
Especialista de la novel·la catalana contemporània, és l'autora d'una tesi La prose narrative catalane(1968-1975) chez les écrivains nés après la guerre civile (Lió: Université Lumière Lyon 2, 1989), i d'una HDR: Le 2 mis en abyme: la construction du personnagee romanesque dans El dia que va morir Marilyn i Onades sobre una roca deserta de Terenci Moix (París: Université Paris IV-Sorbonne, 1999). Ha publicat una sèrie d'articles sobre Terenci Moix, Biel Mesquida, Quim Monzó, Susan Sontag, Robert Saladrigas, Antoni-Lluc Ferrer, Maria Jaén, Empar Moliner…) El 2004, va organitzar el col·loqui Terenci Moix, une littérature de la transgression.
Com a traductora, ha traduït El bastió de la llibertat, d'Antoni Lluc Ferrer, i la selecció de contes de Jesús Moncada Anthologie de contes (Perpinyà: Éditions Trabucaire, 2010).